# Brendan Green
Brendan Joseph Green (* 4. November 1986 in Hay River) ist ein ehemaliger kanadischer Biathlet.

## Karriere
Brendan Green begann schon im Alter von drei Jahren mit dem Skilanglauf. Neun Jahre später wechselte er zum Biathlon, wo Pat Bobinski sein erster Trainer wurde. Der Athlet aus Hay River, der in Canmore trainiert, für Hay River Nordic startet und von Matthias Ahrens trainiert wird, lief 2004 seine ersten internationalen Rennen im Biathlon-Europacup der Junioren. 2005 nahm er an seiner ersten von zwei Junioren-Weltmeisterschaften teil. In Kontiolahti war sein bestes Einzelergebnis ein 15. Rang im Sprint, doch mit der Staffel, zu der auch Marc-André Bédard und Maxime Leboeuf gehörten, gewann er die Silbermedaille hinter Norwegen. Zwei Jahre später in Martell gewann er mit der Staffel, zu der nun auch Yannick Letailleur gehörte, die Bronzemedaille im Staffelrennen. Mit den Plätzen 16 im Sprint sowie 12 in Verfolgung und Einzel erreichte der Kanadier auch gute Ergebnisse in den Einzelrennen.
International läuft Green seit 2007 im Erwachsenenbereich. Hier lief er die ersten Rennen im Rahmen des Biathlon-Europacup, wo er als 25. im Einzel von Obertilliach 2008 erstmals Punkte sammeln konnte. Sein Debüt im Biathlon-Weltcup gab Green beim ersten Staffelrennen der Saison 2008/09 in Hochfilzen, wo er mit einer überraschend starken kanadischen Mannschaft um Robin Clegg, Scott Perras und Jean-Philippe Leguellec den siebten Platz belegte. Zudem wurde er 98. des Einzels. In einem Einzel in Antholz 2010 kam Green auf Rang 19 und gewann damit erstmals Weltcuppunkte. Zwei Jahre später konnte Brendan Green in einem Sprint in Oslo auf Rang neun zum ersten Mal die Top Ten erreichen.
In Kanada startete Green schon länger auch bei den Erwachsenen. 2001 gewann er seinen ersten Titel als kanadischer Meister im Einzel. 2003 folgte der Titel im Sprint, 2007 gewann er erneut im Einzel und wurde Vizemeister im Sprint. Insgesamt gewann er bislang acht Medaillen bei kanadischen Meisterschaften im Biathlon. 2007 gewann er zudem den Titel über 15 Kilometer im Skating-Stil bei den Langläufern. Im Sommer startete er bei den Nordamerikanischen Meisterschaften im Skiroller-Biathlon 2008 in Canmore und wurde im Einzel Fünfter. Mit Rang 19 gewann Brendan Green in der Saison 2009/2010 in einem Einzel in Antholz seine ersten Weltcuppunkte. Auch im folgenden Sprint gewann er an dem Wochenende als 34. Punkte und verbesserte sein bestes Ergebnis im Verfolgungsrennen auf Rang 14. Brendan Green nahm an den Olympischen Winterspielen 2010 teil. Bei seinem einzigen Start belegte er mit der Staffel Rang 10.
2012 wurde Green Kanadischer Biathlet des Jahres.
Bei den Biathlon-Weltmeisterschaften 2016 in Oslo war er der Schlussläufer der kanadischen Staffel, der weiterhin noch Christian Gow, Nathan Smith und Scott Gow angehörten, die eine Bronzemedaille gewannen.
Nach dem Staffelrennen im Februar 2019 an seinem Wohnort Canmore beendete Brendan Green seine Karriere.

## Statistiken

### Weltcupplatzierungen
Die Tabelle zeigt alle Platzierungen (je nach Austragungsjahr einschließlich Olympische Spiele und Weltmeisterschaften).
- 1.–3. Platz: Anzahl der Podiumsplatzierungen
- Top 10: Anzahl der Platzierungen unter den ersten zehn (einschließlich Podium)
- Punkteränge: Anzahl der Platzierungen innerhalb der Punkteränge (einschließlich Podium und Top 10)
- Starts: Anzahl gelaufener Rennen in der jeweiligen Disziplin
- Staffel: inklusive Mixed- und Single-Mixed-Staffeln

| Platzierung         | Einzel | Sprint | Verfolgung | Massenstart | Staffel | Gesamt |
| ------------------- | ------ | ------ | ---------- | ----------- | ------- | ------ |
| 1. Platz            |        |        |            |             |         |        |
| 2. Platz            |        |        |            |             |         |        |
| 3. Platz            |        |        |            |             | 1       | 1      |
| Top 10              |        | 3      |            | 1           | 19      | 23     |
| Punkteränge         | 6      | 31     | 26         | 5           | 50      | 118    |
| Starts              | 24     | 68     | 41         | 5           | 50      | 188    |
| Stand: Karriereende |        |        |            |             |         |        |

### Olympische Winterspiele
Ergebnisse bei Olympischen Winterspielen:
|                                             | Einzelwettbewerbe | Einzelwettbewerbe | Einzelwettbewerbe | Einzelwettbewerbe | Staffelwettbewerbe | Staffelwettbewerbe |
| Sprint                                      | Verfolgung        | Einzel            | Massenstart       | Herrenstaffel     | Mixedstaffel       |                    |
| ------------------------------------------- | ----------------- | ----------------- | ----------------- | ----------------- | ------------------ | ------------------ |
| Olympische Winterspiele 2010 \| Vancouver   | –                 | –                 | –                 | –                 | 10.                |                    |
| Olympische Winterspiele 2014 \| Sotschi     | 23.               | 35.               | 21.               | 9.                | 7.                 | 11.                |
| Olympische Winterspiele 2018 \| Pyeongchang | 82.               | –                 | 22.               | –                 | 11.                | 12.                |